# Hilda Käkikoski
Hilda Maria Käkikoski (Lapinjärvi, 31 gennaio 1864 – Helsinki, 14 novembre 1912) è stata una politica, scrittrice e docente finlandese, tra le prime diciannove donne elette al Parlamento finlandese nel 1907.

## Biografia

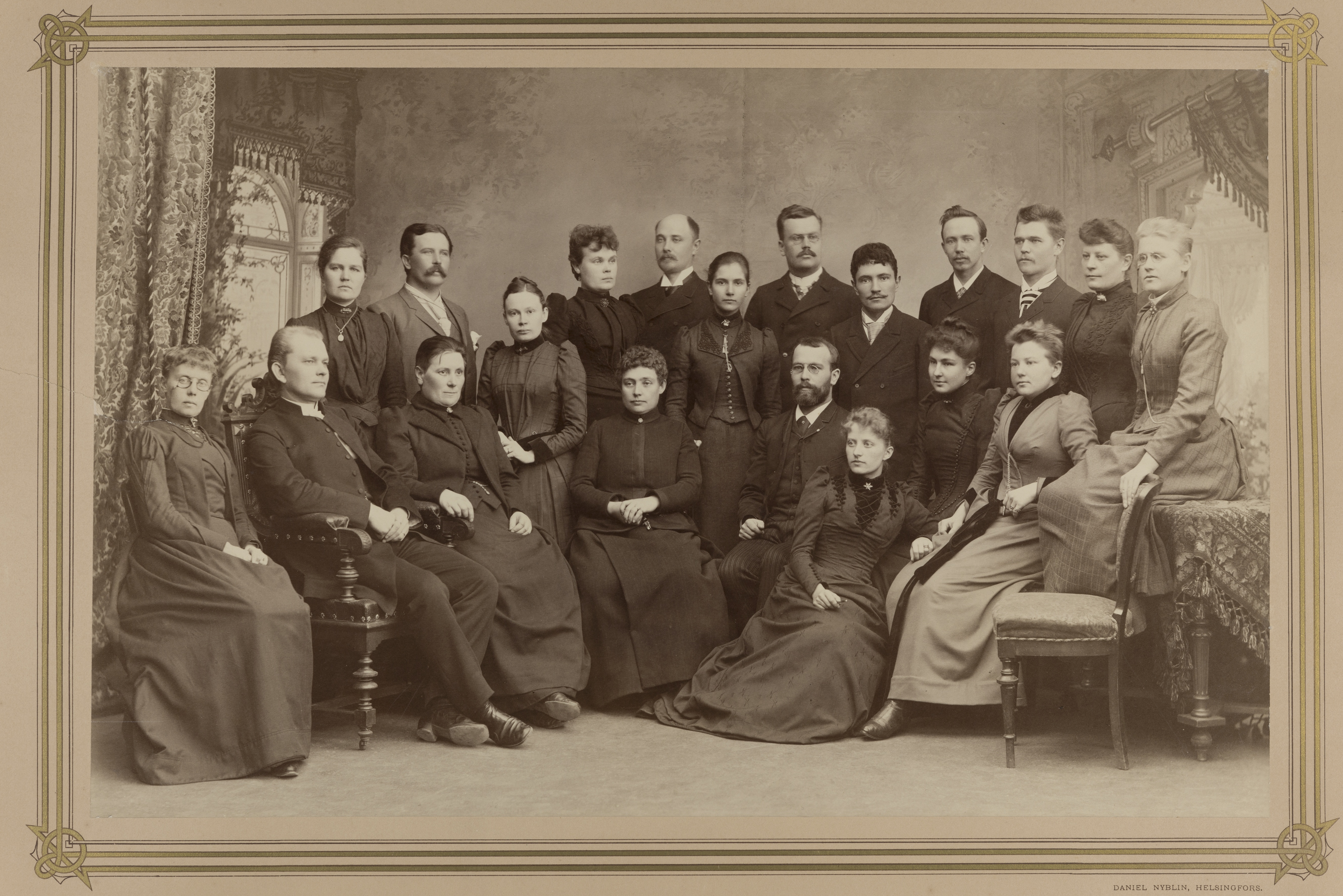
Con un gruppo di maestri finlandesi nel 1891. Käkikoski è seduta sul tavolo all'estrema destra; la sua compagna Fanny Pajula è in piedi, quarta da sinistra.

All'anagrafe Hilda Maria Sjöström, era descritta come una maschiaccia cresciuta in campagna. Si trasferì da sola a Helsinki all'età di 14 anni per frequentare un liceo femminile con una borsa di studio. Lì si tagliò i capelli corti e cambiò il suo cognome svedese in Käkikoski, il cognome finlandese dei suoi vicini di casa. Dopo aver finito la scuola, lavorò come insegnante a domicilio fino al 1888, quando si iscrisse all'università; ottenne il dottorato in storia finlandese e nordica nel 1895. Ha continuato la professione di insegnante in una scuola di Helsinki, tenendo corsi di storia e lingua finlandese dal 1891 al 1902. I suoi studenti la consideravano affascinante per le sue abitudini e i suoi interessi fuori dal comune, per esempio essere vegetariana, ginnasta, ciclista, indossare abiti maschili e avere un comportamento assertivo.
Avendo sviluppato un interesse per il femminismo e il suffragio femminile, diventò membro attivo dell'Associazione delle donne finlandesi e scrisse numerosi articoli per la rivista dell'associazione. Ne fu eletta vicepresidente nel 1895 e mantenne la carica fino al 1904. Nel 1907 si candidò col partito conservatore Suomalainen Puolue alle elezioni del nuovo Parlamento finlandese; le elezioni del 1907 furono le prime in cui le donne poterono votare ed essere votate. Käkikoski vinse il voto nel suo distretto, Uusimaa, diventando una delle prime 19 donne elette al parlamento. Non si candidò per la rielezione nel 1910 a causa di problemi di salute.
Il lavoro letterario di Käkikoski ha incluso canzoni per bambini, poesie e racconti. Nel 1902 iniziò a scrivere un racconto in quattro volumi sulla storia finlandese. Continuò a lavorarci fino alla sua morte, nel 1912, ma il progetto non fu completato.

## Vita privata
Käkikoski era lesbica. Una delle sue prime relazioni fu con l'insegnante e attivista Fanny Pajula, con la quale visse per sei anni, fino al 1895. In seguito, Käkikoski ebbe una relazione con l'amica, sposata, Hildi Ennola, con la statunitense Frances Weiss, con la diaconessa Hanna Masalin e con l'attivista politica Helmi Kivalo; Käkikoski rimase in queste relazioni fino alla propria morte, nel 1912. Käkikoski è sepolta insieme a Hildi Ennola a Karjalohja, in Finlandia. A Porlammi esiste una statua in suo onore